# Black Dice

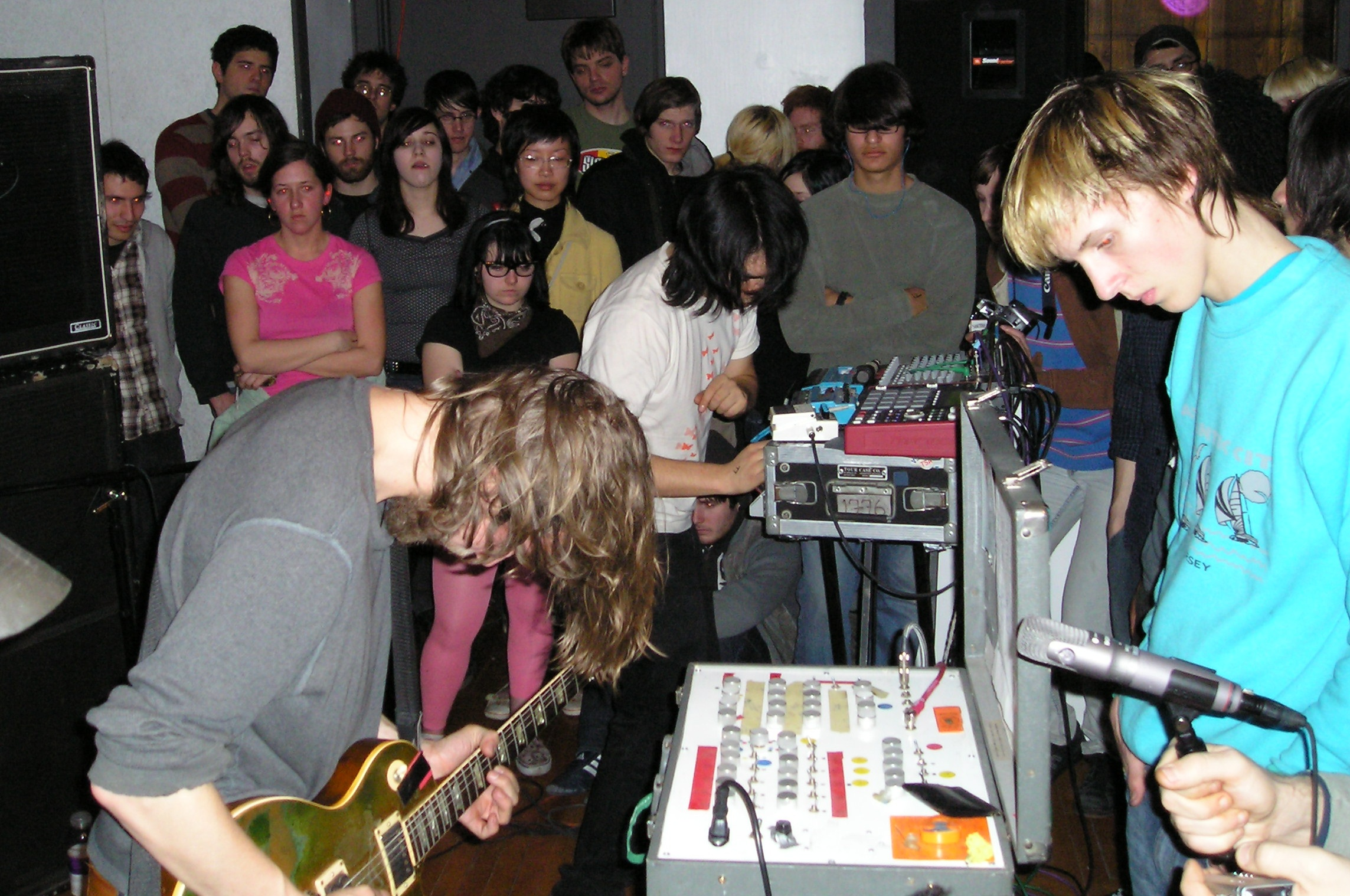

Black Dice is een experimentele noise-rock band uit Brooklyn, New York in de Verenigde Staten. Black Dice werd geformeerd in het voorjaar van 1997 aan de Rhode Island School of Design. Op dit moment staat de band onder contract van DFA Records.
Met "Broken Ear Record" in 2005 en "Manoman" in 2006 vernieuwde de band hun geluid door gebruik te maken van elementen uit de Afrobeat en breakbeat.

## Discografie

### Ep's
- Smiling Off (DFA/EMI, 2005)
- Miles of Smiles (DFA/FatCat, 2004)
- Ball/Peace in the Valley (31G, 2001)
- Semen of the Sun (Tapes, 2000)
- Untitled (a.k.a. Printed Paper) (Vermin Scum, 1998)
- Lambs Like Fruit (Gravity, 1998)

### Lp's
- Mr. Impossible (Ribbon Music, 2012)
- Repo (Paw Tracks, 2009)
- Load Blown (Paw Tracks, 2007)
- Broken Ear Record (DFA/EMI, 2005)
- Creature Comforts (DFA/FatCat, 2004)
- Cone Toaster (DFA, 2003)
- Lost Valley (Catsup Plate, 2003)
- Beaches & Canyons (DFA, 2002)
- Cold Hands (Troubleman Unlimited/Catsup Plate, 2001)
- Untitled (Troubleman Unlimited, 2000)

### Splits
- Wastered (met Animal Collective, Paw Tracks, 2004)
- Black Dice and Wolf Eyes (met Wolf Eyes, Fusetron, 2003)
- Split with Erase Errata (met Erase Errata, Troubleman Unlimited, 2001)